# Buschwindröschen
Das Buschwindröschen bzw. Busch-Windröschen (Anemone nemorosa, Syn.: Anemonoides nemorosa) ist eine Pflanzenart aus der Gattung der Windröschen (Anemone) in der Familie der Hahnenfußgewächse (Ranunculaceae). Sie ist im gemäßigten Eurasien verbreitet.

## Beschreibung

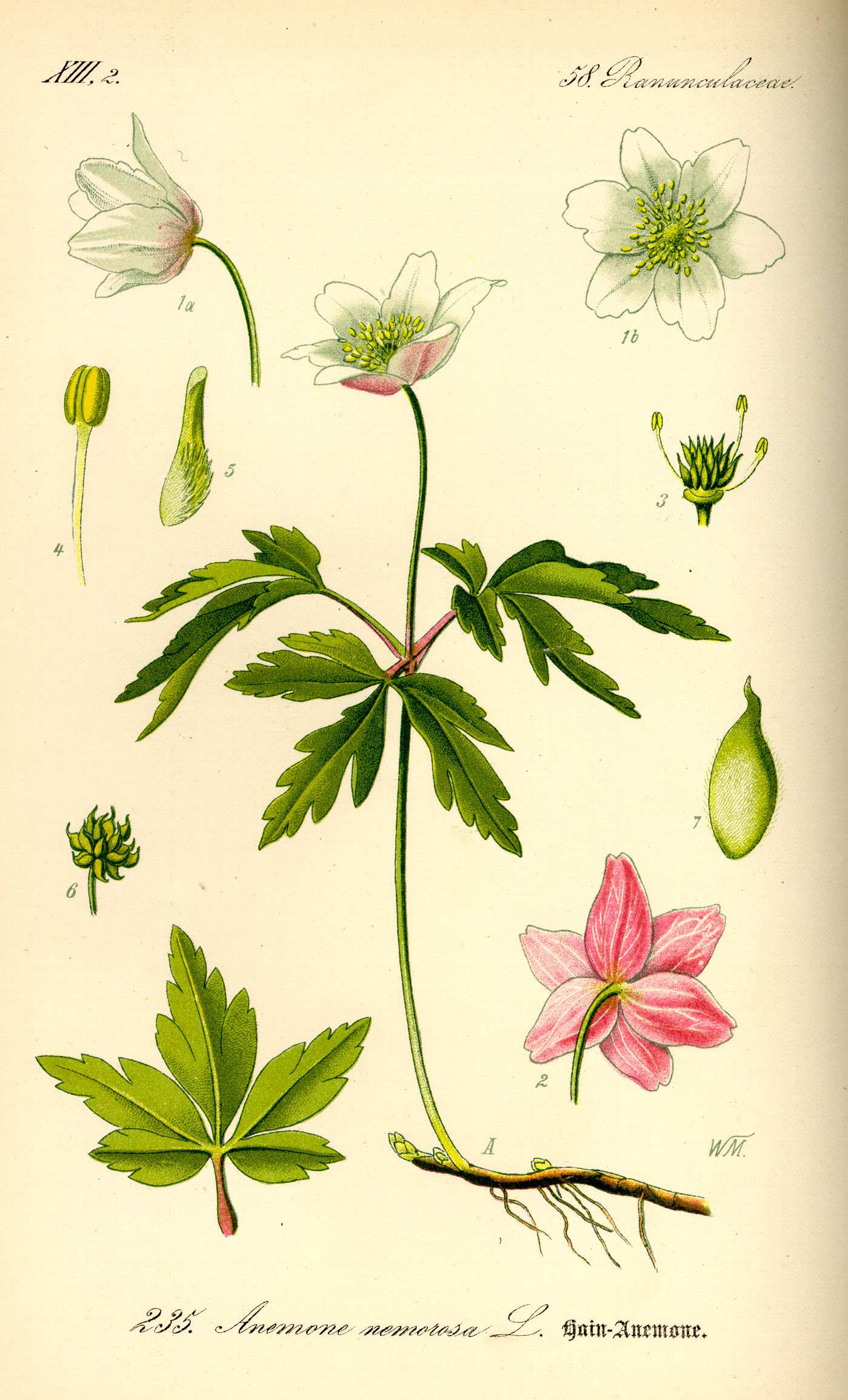
Illustration des Buschwindröschen (Anemone nemorosa)

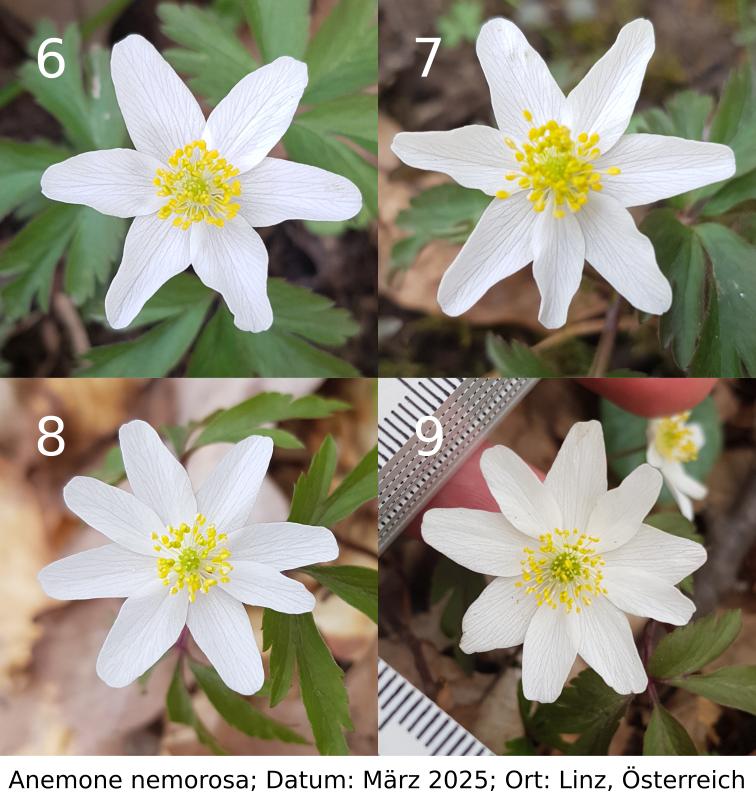
Collage von Blüten mit 6 bis 9 Perigonblättern

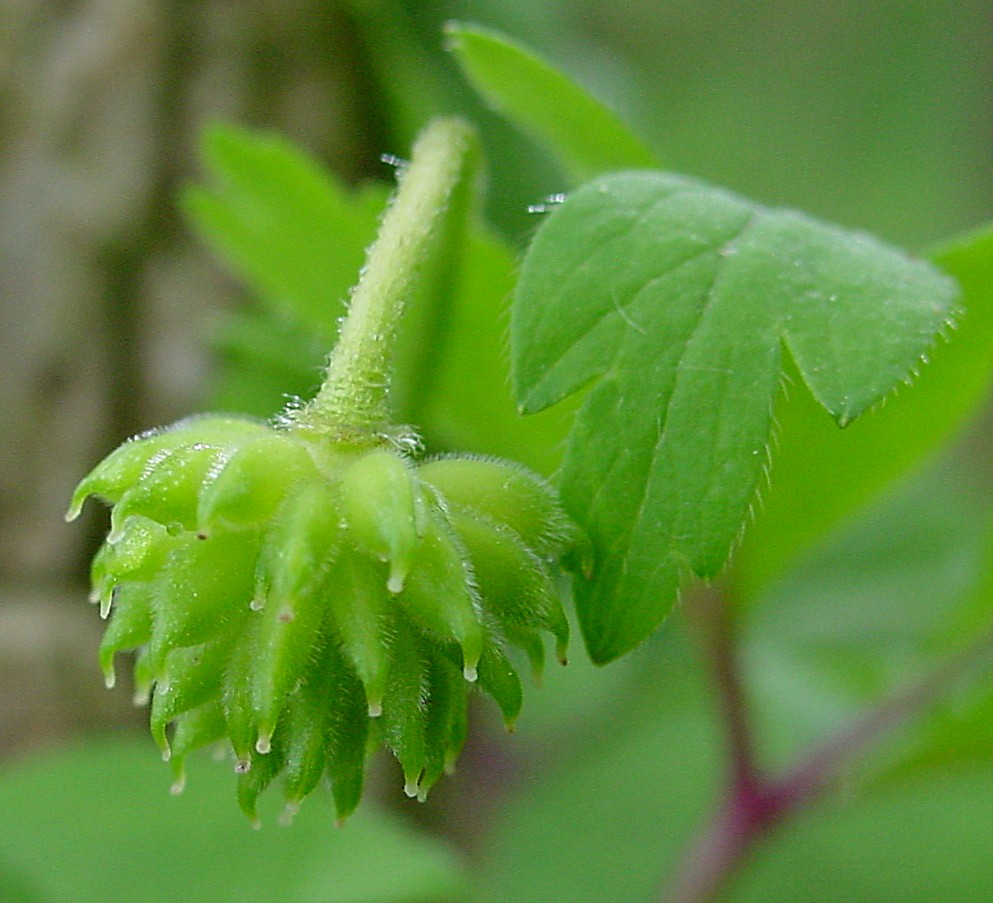
Sammelfrucht mit Nüsschen, noch unreif

### Erscheinungsbild und Blätter
Das Buschwindröschen wächst als vorsommergrüne, ausdauernde, krautige Pflanze und erreicht Wuchshöhen von 11 bis 25 Zentimetern. Als Speicher- und Überdauerungsorgan dient ein unterirdisches, etwa 30 Zentimeter langes, kriechendes Rhizom. Es setzt an seinem einen Ende das Wachstum fort und bildet die Sprossknospe, stirbt am anderen Ende jedoch ab. Das Rhizom verzweigt sich sympodial. Die endständige Sprossknospe entspringt einer Schuppe. Erst nach der Blütezeit wird ein gestieltes, fingerförmiges Grundblatt ausgebildet.

### Blüte und Frucht
Zur Blütezeit am Beginn des Erstfrühlings zwischen März und April/Mai fehlen grundständige Blätter. Im oberen Stängeldrittel befinden sich in einem Quirl (Wirtel) angeordnet drei deutlich, mindestens 1 Zentimeter lang gestielte, jeweils handförmig dreiteilige Hochblätter mit grob gesägten Abschnitten. Die Blattabschnitte sind zwei- bis dreimal so lang wie breit. Sie schützen die Blütenknospen und übernehmen so die Funktion des fehlenden Kelches.
Gewöhnlich entwickelt das Buschwindröschen nur eine Blüte (selten zwei) pro Pflanzenexemplar. Der Blütenstiel entspringt der Vereinigung der drei Hochblätter und ist mit zahlreichen kleinen nach oben gekrümmten Haaren besetzt. Die Blüte enthält sechs bis acht (selten: zwölf) weiße, außen leicht rosa getönte Perigonblätter. Sie sind in zwei Kreisen angeordnet. Sie bilden eine länglich-elliptische Form aus. Die Blütenblattspitze ist gewöhnlich gerundet, gelegentlich jedoch auch leicht eingekerbt. Zahlreiche Staubblätter mit weißen Staubfäden und gelben Staubbeuteln umgeben etwa 10 bis 20 unverwachsene, längliche und flaumig behaarte Fruchtblätter. Diese sitzen der leicht gewölbten Blütenachse auf und gehen in einen kurzen und aufwärts gebogenen Griffel über. Analog zur Anzahl der befruchteten Fruchtblätter entwickeln sich in einer Sammelfrucht Nüsschen. Die einsamigen Nüsschen sind dicht kurz borstig behaart.

### Chromosomensatz
Die Chromosomengrundzahl beträgt n = 8,12,16, es wurden 2n = 30,32,45 nachgewiesen.

## Ökologie

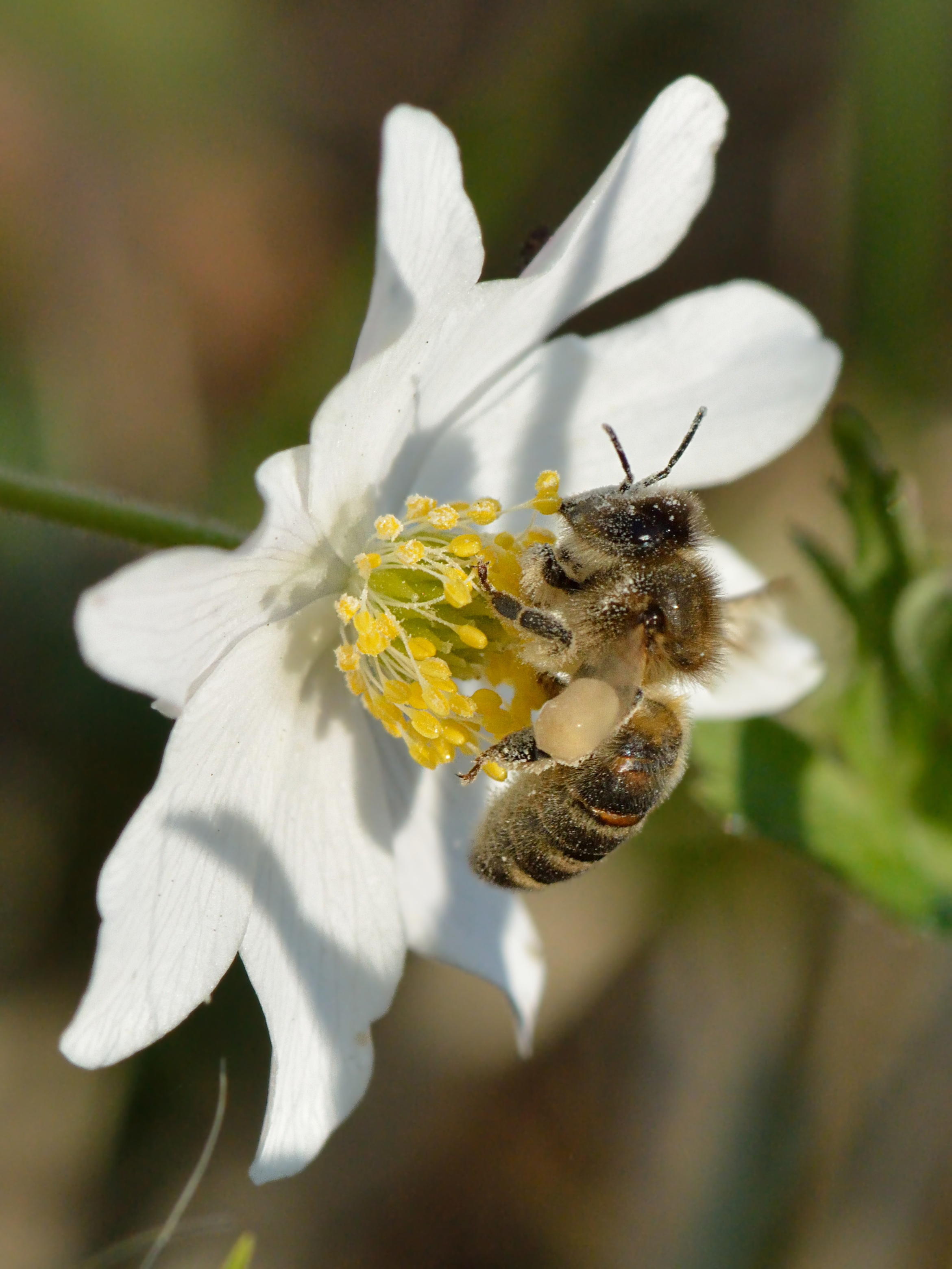
Bestäubung

### Lebensweise
Die Überdauerungsknospen des Buschwindröschens befinden sich an seinem Rhizom in mehr als einem Zentimeter Tiefe unterhalb der Erdoberfläche. Seine Lebensform entspricht daher der eines Rhizom-Geophyten.
Das Buschwindröschen gehört im Hinblick auf den Laubrhythmus zu den frühjahrsgrünen Pflanzen. Der Laubaustrieb erfolgt im zeitigen Frühjahr. Nach dem Verstreuen der Samen ziehen die oberirdischen Pflanzenteile im Laufe des Frühsommers ein (Frühlingsgeophyt). Die Nährstoffe für die nächste Vegetationsperiode werden im Rhizom gespeichert.

### Blütenökologie
Blütenökologisch handelt es sich um „Pollen-Scheibenblumen“. Die Weißfärbung der einfachen Blütenhülle, des Perigons, wird durch Totalreflexion des Lichts an den Grenzflächen zwischen den Zellen und den lufterfüllten Interzellularräumen hervorgerufen. Für die Blütenbesucher ist die starke UV-Absorption wichtig, die das Perigon dunkel erscheinen lässt. Bestäuber sind verschiedene Insekten. Ein intensiverer Blütenbesuch wird allerdings selten beobachtet. Es kann auch Selbstbestäubung erfolgen.
Die Blüten sind nachts und bei kühler Witterung aufgrund von Wachstumsbewegungen verschlossen; dabei wächst die Außenseite des Blütenblatts bei niedrigen Temperaturen schneller als die Oberseite. Der Blühbeginn des Buschwindröschens gilt als das Einsetzen des Erstfrühlings.

### Ausbreitungsökologie
Die Fruchtstiele sind zur Fruchtzeit nach unten gerichtet. Dadurch werden eine Schwerkraftausbreitung und eine Ausbreitung durch Ameisen ermöglicht. Letzteres wird unterstützt durch die sehr kurzen, dicken, als Elaiosom dienenden Früchtchenstiele. Die Fruchtreife erfolgt bereits im Mai. Der Embryo besteht daher zunächst nur aus wenigen Zellen. Das Buschwindröschen ist ein Licht- und Kaltkeimer.
Die vegetative Vermehrung erfolgt durch Verzweigung des Rhizoms. Nicht selten gehören über 100 Blütentriebe zu einem Pflanzenexemplar (Klon).

## Giftigkeit
Alle Pflanzenteile sind schwach giftig. Hauptwirkstoff ist das Protoanemonin, welches beim Trocknen zum ungiftigen Anemonin umgesetzt wird.

## Krankheiten
Die Rhizome vom Buschwindröschen werden ziemlich häufig vom Anemonenbecherling parasitiert. Die Blätter des Buschwindröschens werden von den Rostpilzen Tranzschelia fusca und Ochropsora ariae befallen.

## Vorkommen

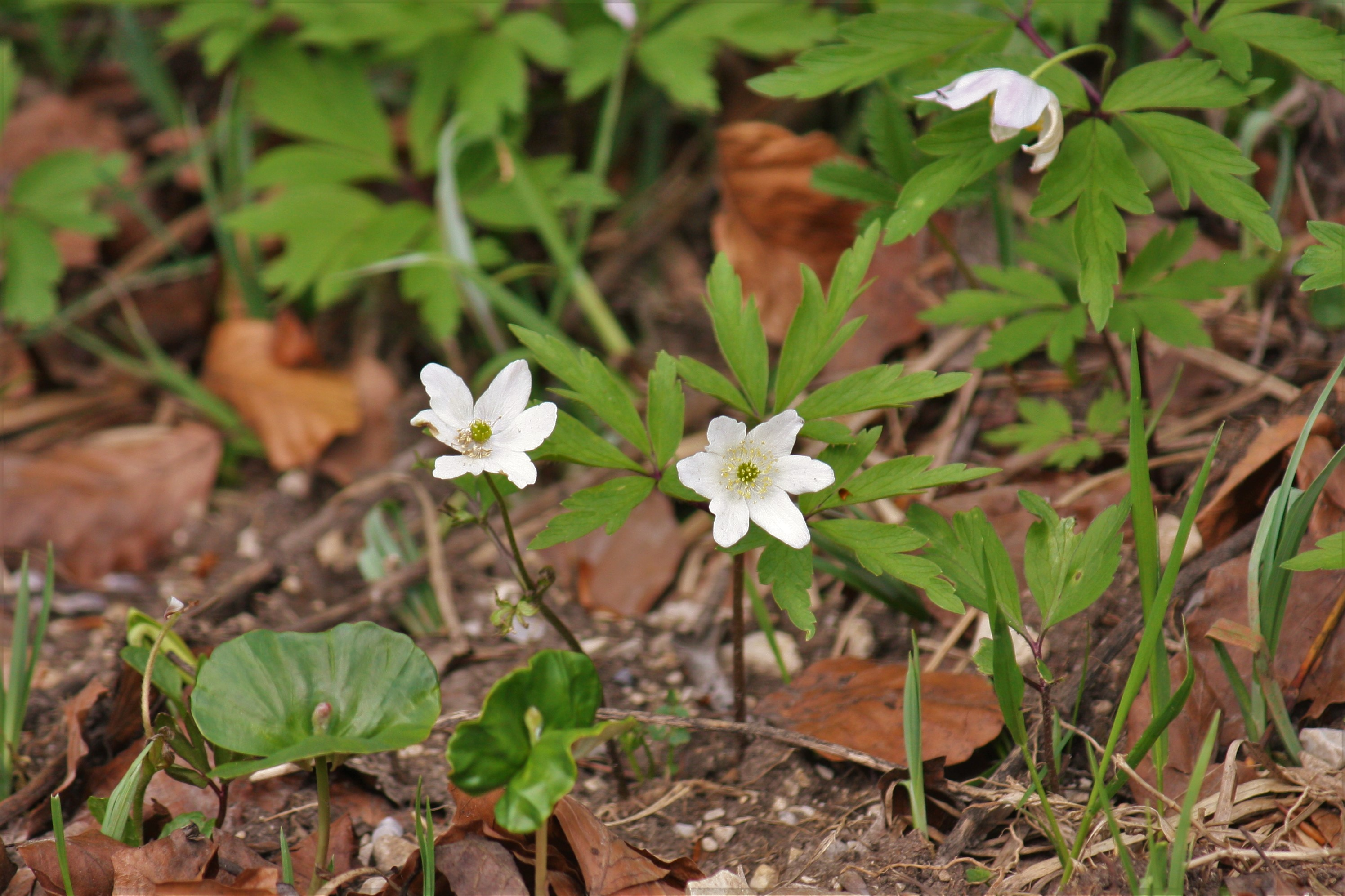
Buschwindröschen im Buchenwald (links unten Buchenkeimlinge)

Das Verbreitungsgebiet umfasst vor allem das eher atlantisch bis subkontinental geprägte westliche und mittlere Europa sowie Teile Asiens von der Ebene bis ins Gebirge (in Österreich bis 2000 Meter NN). In den Allgäuer Alpen steigt es fast bis zu 2000 Metern Meereshöhe auf.
Deutschland ist bis auf die Küstenmarschen und ähnlich waldfreie Landschaften weitgehend geschlossen besiedelt.
Das Buschwindröschen ist ein typischer Frühjahrsgeophyt (Frühblüher), der die Krautschicht in Wäldern bildet, während die Bäume im Frühling noch kein Laub tragen. Da das Buschwindröschen hohe Lichtansprüche hat, findet der gesamte Lebenszyklus der Pflanze im Frühjahr statt. Oft werden große Flächen von dieser gesellig wachsenden Art eingenommen und mit einem weißen Blütenteppich bedeckt. Es werden mäßig frische bis feuchte, nährstoffreiche, tiefgründige, lehmige Mullböden in sommergrünen Laubwäldern (z. B. Buchen-Mischwäldern, Eichen-Hainbuchenwäldern, Hartholzauwäldern), in Schlehengebüschen sowie sekundär in mageren Glatthaferwiesen besiedelt. Es ist eine Charakterart der Buchen- und sommergrünen Eichenwälder Europas (Klasse Querco-Fagetea). Das Buschwindröschen gilt als ökologisch mäßig anspruchsvoll hinsichtlich der Standortgegebenheiten; es verhält sich etwas indifferenter als das Gelbe Windröschen, mit dem es syntop vorkommen kann.
Die ökologischen Zeigerwerte nach Landolt et al. 2010 sind in der Schweiz: Feuchtezahl F = 3 (mäßig feucht), Lichtzahl L = 2 (schattig), Reaktionszahl R = x, Temperaturzahl T = 3+ (unter-montan und ober-kollin), Nährstoffzahl N = 3 (mäßig nährstoffarm bis mäßig nährstoffreich), Kontinentalitätszahl K = 3 (subozeanisch bis subkontinental).
Treten das Gelbe Windröschen und das Buschwindröschen im selben Habitat auf, kommt es in seltenen Fällen zu Hybriden mit einer blassgelben Blütenfarbe. Die Hybride trägt den botanischen Namen Anemone × seemenii. Synonyme Bezeichnungen sind Anemone × intermedia (Bastard-Windröschen) oder Anemone × lipsiensis (Leipziger Windröschen). Unter letzterer Bezeichnung, die auf mehrere Vorkommen in der Nähe von Leipzig zurückgeht, ist die Pflanze auch im Gartenhandel erhältlich.
Im Garten gedeiht das Buschwindröschen am besten an ungestörten Plätzen unterhalb von Gehölzen. Als Pflege ist eine gelegentliche Humusgabe ausreichend. Jede bodenbearbeitende Maßnahme stört die Pflanze in ihrer Entwicklung.

## Taxonomie
Die Erstveröffentlichung von Anemone nemorosa erfolgte 1753 durch Carl von Linné in Species Plantarum. Ein Homonym ist Anemone nemorosa Schangin in Neueste Nordische Beyträge zur physikalischen und ... 6, 1793, S. 34. Der wissenschaftliche Name Anemone nemorosa setzt sich zusammen aus der Gattungsbezeichnung Anemone, das vom griechischen Wort anemos für Wind abgeleitet ist und dem Artepitheton nemorosa, das vom lateinischen Wort nemorosus/-a/-um für „schattig, waldreich“ oder „baumreich“ stammt.

## Trivialnamen
Volkstümlich wird diese Pflanzenart auch als Hexenblume bezeichnet, in der Schweiz auch als Geissenblümchen oder Geisseblüemli.
Für das Buschwindröschen werden oder wurden, zum Teil nur regional, auch die Trivialnamen Aeschabluomen (St. Gallen bei Gaster), Aprilenblume (Sommerfeld), Aprilenhahnenfuss (Schlesien), Augenblume (Ostfriesland), Augewurz (Ostpreußen), Bettsaichern (St. Gallen), Eierbluome (St. Gallen im Unterrheintal), Gaisanägeli (St. Gallen in Untertoggenburg), Gaisglöggli (St. Gallen im Toggenburg), Gastglöggli (Appenzell), Geistblüemli (Luzern, St. Gallen im Toggenburg), Geissblumen (Bern), Gockeler (Augsburg), Guggechblume (Schweiz), Gugguche (Schweiz), Hahnefüssel (Schlesien), Hanotterblom (Altmark), Haselblume, Heinanemone, weiße Holzblume (Henneberg), Käsblümchen (Eifel bei Kirchweiler), Käsblume (Henneberg, Erzgebirge), Katzenblume (Henneberg bei Epdorf), Kukuksblume (Eifel bei Uelner), Licht, Lick, Luck (Tübingen), Luk (Tübingen), Merzaglöggli (St. Gallen in Toggenburg), Merzenblume, Morgendämmcher (Siebenbürgen, Zuckmantel), Ostblome (Delmenhorst), Osterblome (Bremen), Osterblueme (St. Gallen im Unterrheintal), Schneeglöggli (St. Gallen im Seebezirk), Schneekaterl (Salzburg), Storchblume (Brandenburg, Schwaben), Tubateckel (St. Gallen im Oberrheintal), wilde Veilchen (Schlesien), Waldglöckli (Berner Oberland), Waldhähnchen (Oldenburg), Waldhänlein, weiß Waldheele, Waldheelin (Ostpreußen), weiße Waldviolen (Ostpreußen), Wasserblume (Vogtland), Weißäugel (Waldbrühl), Wissi Steibluoma (St. Gallen im Oberrheintal), Witte Oeschen (Mecklenburg, Pommern), Witte Oeschken (Mecklenburg, Pommern), Wittögschen, Zegenblaume (Göttingen) und Zitlosa (St. Gallen im Oberrheintal) verwendet.

## Geschichte

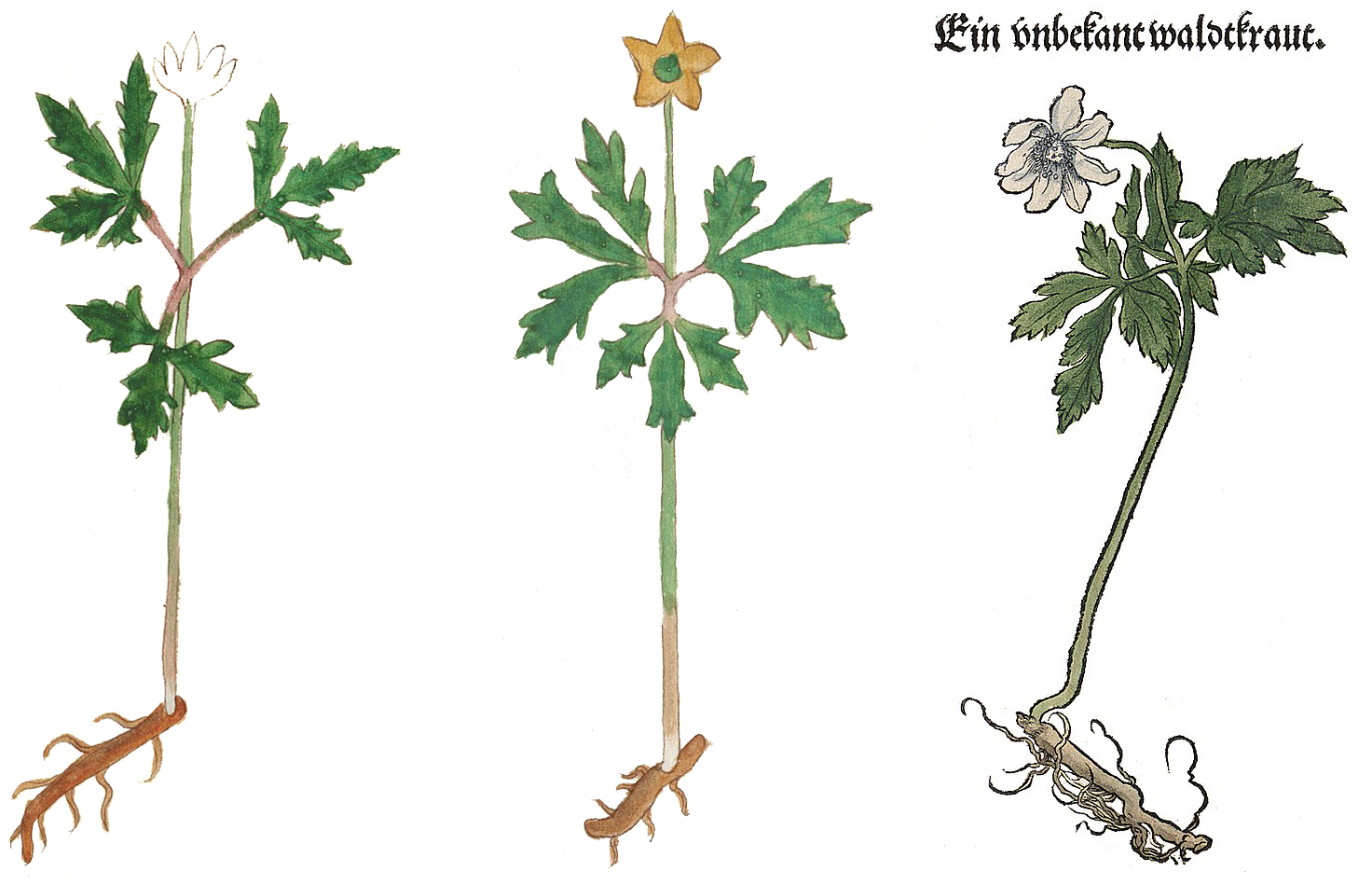
Links: Vitus Auslasser 1479: Anemone nemorosa. Mitte: Vitus Auslasser 1479: Anemone ranunculoides. Rechts: Otto Brunfels 1532: Anemone nemorosa

In der Heilkunde der Antike spielte das Buschwindröschen keine Rolle. Daher wurde es von den alten Botanikern kaum wahrgenommen.
1479 skizzierte Vitus Auslasser  das Buschwindröschen und das gelbe Buschwindröschen grob. Im Jahr 1532 wurde das Buschwindröschen von Hans Weiditz  im deutschen Kräuterbuch des Otto Brunfels ohne Text naturgetreu abgebildet. Dort wurde es „ein vnbekant waldtkraut“ genannt.
Andere Botaniker des 16. Jahrhunderts erfassten die Verwandtschaft des Buschwindröschens mit dem Hahnenfuß und vergaben entsprechende Namen.
Hieronymus Bock beschrieb das Buschwindröschen 1539 in seinem Kräuterbuch als „dritten Hanenfuß oder weißen Ranunculus“:
„… Der drit Hanenfůß oder wieſs Ramunculus / wachßt in den wälden / iſt zerſpalten wie der ander Hanenfůß oder ſchier wie Sanickel ſchwartz grün. Gewint in der mitten des blats auff eym ſtengel im anfang des Apprillen / eyn eintzige wieſs leibfarbe blům / wie eyn blům von eym apffel baum. Die wurtzel iſt zwerch geflochten im grundt eyns rocken halms dick. Brent vnd rumpfft die zung wie der obgemelte Hanenfůß. … Von den namen. … Den dritten Ramunculum in den wälden nent man Apprillen blůmen.“
In seinem im Jahre 1542 erschienenen lateinischen Kreuterbuch führte Leonhart Fuchs die Art unter dem schwäbischen Namen «Weiß waldhenle» (= Weißes Waldhähnlein; Ranunculi quarta species lactea =Buschwindröschen, Seite 161) zusammen mit «Gelbß waldhenle» (Anemone ranunculoides; Ranunculi quarta species lutea = Gelbes Windröschen, Seite 162) unter der Gruppe der Hahnenfüsse (Ranunculus), was auch heute noch als richtig erkannt gelten kann (Zugehörigkeit zur Familie Hahnenfußgewächse). Die Verwendung des Wortes Hähnlein hat sich heute noch als «Berghähnlein» bei der verwandten Art Narzissen-Windröschen (Anemone narcissiflora) erhalten.

## Philatelie
Eine deutsche Briefmarke mit dem Wert 155 Cent zeigt das Buschwindröschen.

## Bilder

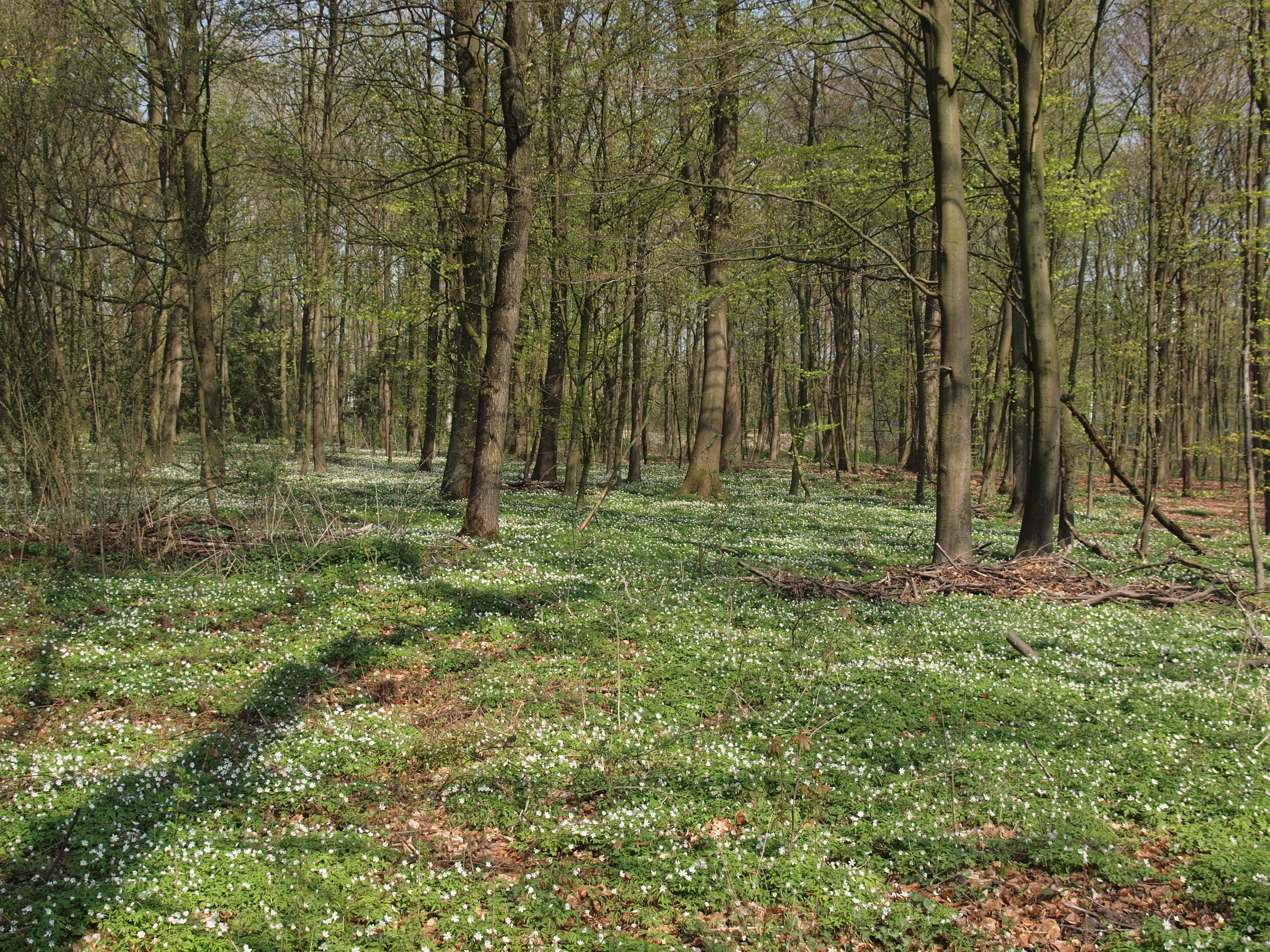
Blühaspekt auf Waldboden
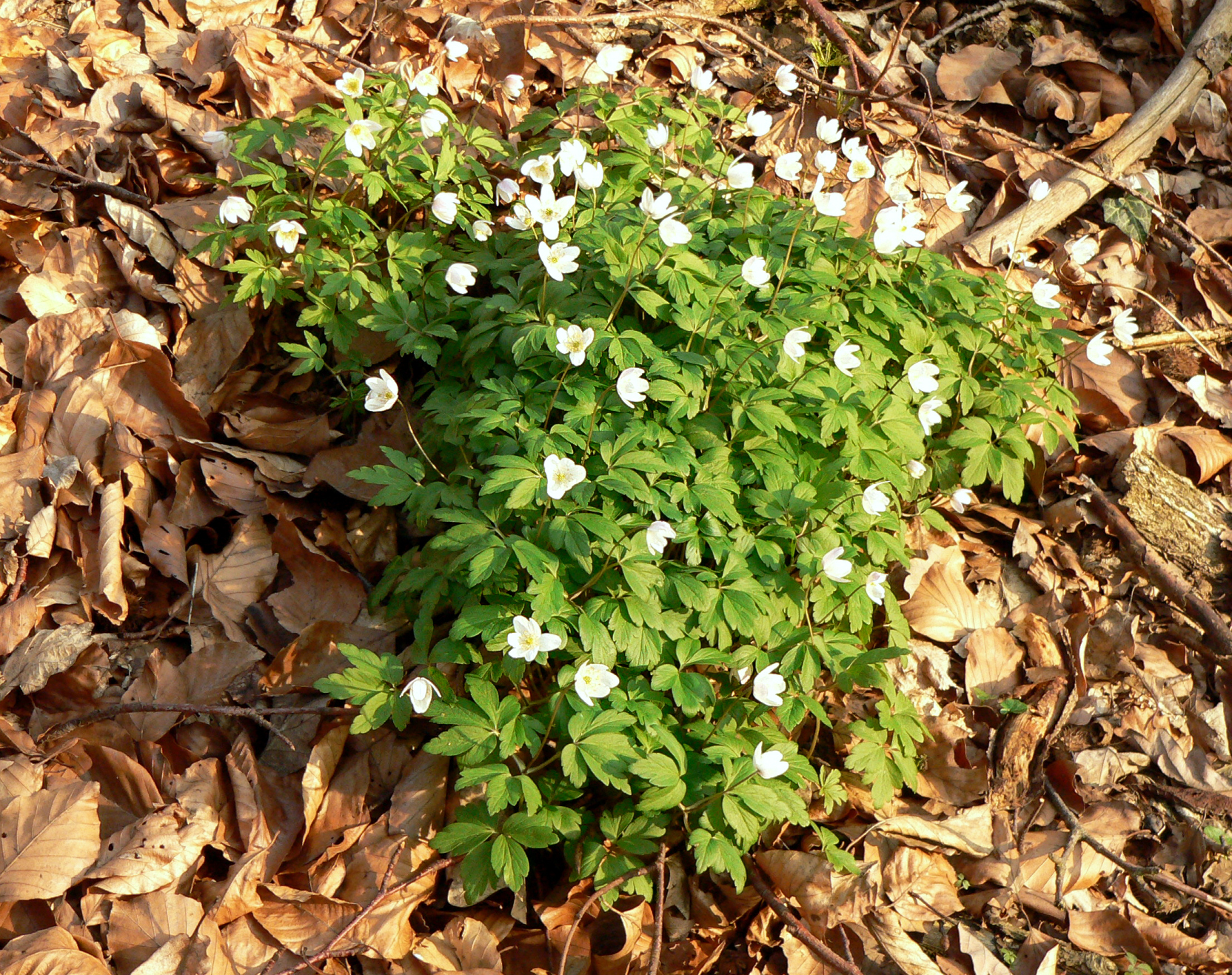
Buschwindröschen, Gruppe
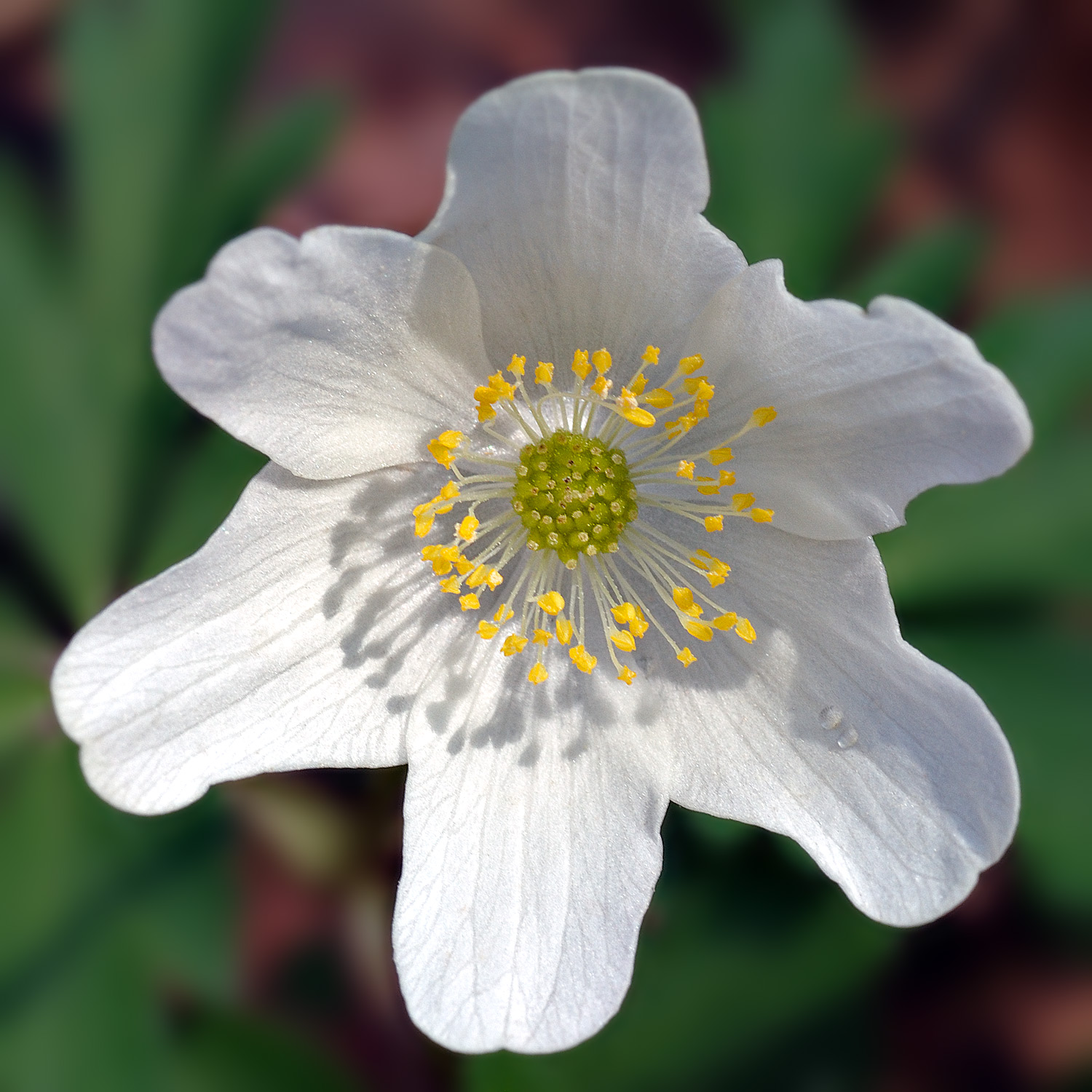
Nahaufnahme einer Blüte von oben
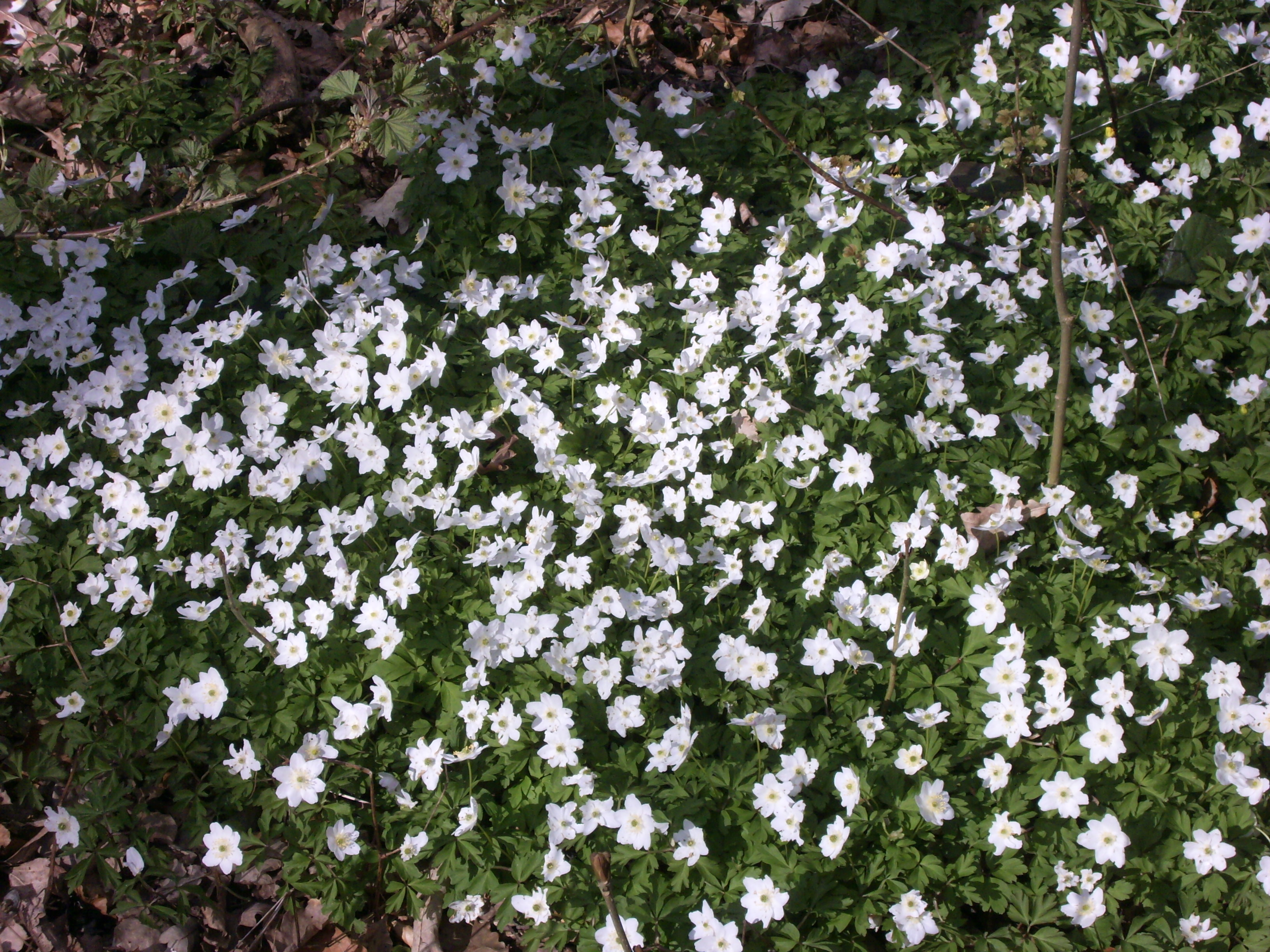
Gruppe von Buschwindröschen auf Waldboden
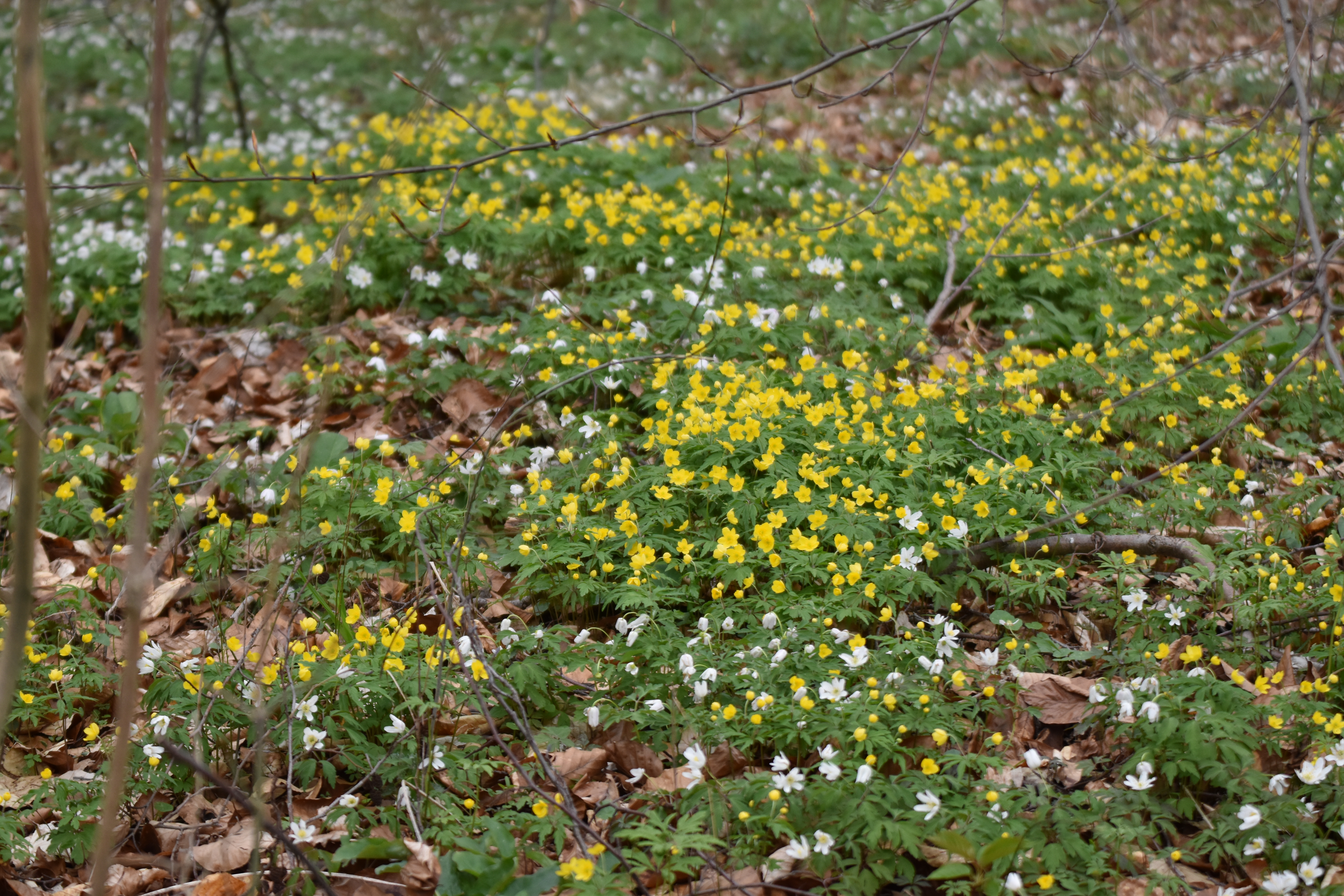
Mischgesellschaft aus Gelben Windröschen und Buschwindröschen